# Мемориал Борцам Революции (Луганск)
Мемориал Борцам Революции(укр. Меморіал Борцям Революції) — одна из достопримечательностей истории и культуры города Луганска, расположена на одноименной площади и улице Карла Маркса. Автор — архитектор А. Шеремет.

## Описание
Памятник имеет вид 40-метровой изогнутой колоннады 4 метра высотой, состоящей из трех частей. Композицию памятника составляют 24 колонны из чёрного лабрадорита и белые мраморные плиты, на которых высечены имена луганчан, погибших в борьбе за советскую власть. Центральную часть монумента высотой 7 метров венчает барельеф, изображающий фрагмент борьбы луганских рабочих с конницей А. Шкуро. В центре фронтона находится макет ордена Красного Знамени, которым был награждён Луганск в 1924 году. Композиция памятника завершается с обеих сторон двухметровыми скульптурами известных революционных деятелей: с правого края замыкает монументальную композицию скульптура Александра Пархоменко, слева — скульптура Петра Цупова. Обе скульптуры созданы московскими скульпторами Н. И. Шильниковым и И. А. Рабиновичем.

## История
Идея создания монумента возникла у Общества старых большевиков в 1925 году. В январе 1930 года в честь 10-летия освобождения Донбасса от белогвардейцев городским исполнительным комитетом Луганская было принято решение о строительстве трех памятников, в том числе и «памятника борцам, погибшим при защите Луганска от армии Деникина» . Однако из-за нехватки средств замысел не был реализован.
На Донецком областном съезде народных депутатов в 1935 году строительство мемориала было признано первоочередной задачей. На реализацию проекта было выделено 100 тыс. рублей. Но выделенных средств было мало, тогда жители города собрали необходимые средства самостоятельно.
Разработка проекта будущего монумента была поручена московскому архитектору В. Козлову. Этот проект был признан неудачным комиссией ЦИК СССР по охране исторических памятников гражданской войны и Красной армии в октябре 1935 года. В том же году Луганский горисполком срочно поручает разработать проект памятника архитектору Александру Шеремету. Уже в начале 1936 года проект был утвержден в Москве народным комиссаром обороны СССР Климентом Ворошиловым.
12 мая 1936 в газете «Ворошиловградская правда» был опубликован список из 174 фамилий, которые должны были быть увековечены на мемориальных плитах монумента. Впоследствии список был расширен до 326 фамилий. Открытие мемориала состоялось 7 ноября 1937 и было посвящено двадцатой годовщине Октябрьской революции. В 1938 году напротив мемориала были установлены два трофейных английских танка Mark V.
Во время войны монумент был сильно поврежден: были разбиты мраморные плиты, бронзовые скульптуры и ценные строительные материалы были вывезены в Германию. Согласно решению Ворошиловградского горисполкома от 12 июня 1943 реконструкцию памятника было поручено выполнить автору сооружения Александру Шеремету и скульпторам Артюшенко, Ткаченко и Трегубовой. Памятник был окончательно восстановлен в 1945 году.
В 1952 году в сквере напротив памятника был установлен памятник Клименту Ворошилову. Однако уже в 1958 году памятник маршалу демонтировали. В октябре 1959 года к монументу была добавлена стела в виде трех приспущенных флагов и вечный огонь, который разместили напротив на другой стороне улицы. При частичной реставрации 1987 года вечный огонь был перенесен к памятнику.
Новая масштабная реставрация монумента состоялась в 2009 году. 22 сентября того же года были возвращены отреставрированные английские танки Mk V на их историческое место напротив мемориала. Торжественное открытие памятника после очередной реставрации состоялось 5 мая 2010 года. 3 сентября 2009 года согласно постановлению Кабинета министров Украины объекту присвоен статус памятника национального значения.